# Società per l'Educazione Fisica Mediolanum 1900
Questa voce raccoglie le informazioni riguardanti la Società per l'Educazione Fisica Mediolanum nelle competizioni ufficiali della stagione 1900.

## Stagione
Il Mediolanum non partecipò al Campionato Italiano. Ma giocò la Medaglia del Re, perdendo in semifinale contro il Milan e la Juventus.

## Divise
La maglia utilizzata per gli incontri di campionato era bianca e nera.
| Manica sinistra · Manica sinistra · Maglietta · Maglietta · Manica destra · Manica destra · Pantaloncini · Calzettoni |

## Organigramma societario
Area direttiva
- Presidente:

Area tecnica
- Allenatore:

## Rosa
| N. |                   | Ruolo | Calciatore         |
| -- | ----------------- | ----- | ------------------ |
|    | Italia (bandiera) | D     | Luigi Bosisio      |
|    | Italia (bandiera) | D     | Carlo Magno Magni  |
|    | Italia (bandiera) | D     | Giovanni Massaroni |
|    | Italia (bandiera) | D     | Attilio Pirovano   |

| N. |                     | Ruolo | Calciatore         |
| -- | ------------------- | ----- | ------------------ |
|    | Svizzera (bandiera) | C     | Oscar Frey         |
|    | Italia (bandiera)   | C     | Giuseppe Rizzi     |
|    | Italia (bandiera)   | A     | Agostino Recalcati |

## Calciomercato
| Acquisti | Acquisti   | Acquisti          | Acquisti   |
| R.       | Nome       | da                | Modalità   |
| -------- | ---------- | ----------------- | ---------- |
| C        | Oscar Frey | Excelsior Basilea | definitivo |

| Cessioni | Cessioni | Cessioni | Cessioni |
| R.       | Nome     | a        | Modalità |
| -------- | -------- | -------- | -------- |

## Risultati

### Medaglia del Re

#### Semifinale
| Milano 25 maggio 1900 Semifinale                 | Milan     | 2 – 0 | Mediolanum | Arena Civica |
| \| \| \| \| \| Kilpin Allison \| Marcatori \| \| |           |       |            |              |
|                                                  |           |       |            |              |
| Kilpin Allison                                   | Marcatori |       |            |              |

| Milano 27 maggio 1900 Semifinale    | Mediolanum | 0 – 5 referto | Juventus | Arena Civica |
| \| \| \| \| \| \| Marcatori \| ? \| |            |               |          |              |
|                                     |            |               |          |              |
|                                     | Marcatori  | ?             |          |              |

## Statistiche

### Statistiche di squadra
| Competizione    | Punti | In casa | In casa | In casa | In casa | In casa | In casa | In trasferta | In trasferta | In trasferta | In trasferta | In trasferta | In trasferta | Totale | Totale | Totale | Totale | Totale | Totale | DR |
| Competizione    | Punti | G       | V       | N       | P       | Gf      | Gs      | G            | V            | N            | P            | Gf           | Gs           | G      | V      | N      | P      | Gf     | Gs     | DR |
| --------------- | ----- | ------- | ------- | ------- | ------- | ------- | ------- | ------------ | ------------ | ------------ | ------------ | ------------ | ------------ | ------ | ------ | ------ | ------ | ------ | ------ | -- |
| Medaglia del Re | -     | 1       | 0       | 0       | 1       | 0       | 5       | 1            | 0            | 0            | 1            | 0            | 2            | 2      | 0      | 0      | 2      | 0      | 7      | -7 |